# 七树庄镇
七树庄镇，是中华人民共和国河北省唐山市丰润区下辖的一个乡镇级行政单位。

## 行政区划
七树庄镇下辖以下地区：
七树庄村、沙河铺村、阎家铺村、小李庄村、谷辛庄村、柏庄子村、鸦儿林村、菜子庄村、王毫庄村、谷家套村、大令公庄村、太平庄村和前七树庄村。